# Olof Elfman
Olof Nils Adolf Elfman, född den 29 april 1840 i Locketorps socken, Skaraborgs län, död den 23 mars 1919 i Lidköping, var en svensk präst.
Elfman blev student vid Uppsala universitet 1861. Han prästvigdes för Skara stift 1868 och blev komminister i Broddetorps församling 1870. Elfman blev kyrkoherde i Lidköpings församling 1881, prost honoris causa 1904 och kontraktsprost 1906. Han var inspektor för Lidköpings högre allmänna läroverk. Elfman var initiativtagare till Kyrkosångens vänner.